# Alternanthera corymbiformis
Alternanthera corymbiformis es una especie de planta herbácea de la familia de las amarantáceas.

## Distribución y hábitat
Es una especie endémica de Ecuador.  Su hábitat natural son las regiones montañosas húmedas subtropicales o tropicales y los subtropicales o tropical secos matorrales. Esta tratada en peligro de extinción por pérdida de hábitat. 
Conocidas tres colecciones en lugares muy distantes entre sí en los Andes. La primera se realizó en laderas con vegetación seca a lo largo del Pasaje-Santa Isabel-Girón por carretera en el valle del Río Jubones.  Dos más tarde se informó de las colecciones en diferentes hábitats, en Pilaló y en la Hacienda Leito, cerca de Patate

## Taxonomía
Alternanthera corymbiformis fue descrita por Eliasson   y publicado en Flora of Ecuador 28: 81. 1987.
Etimología
Alternanthera: nombre genérico que deriva del latín alternans, que significa "alternando" y anthera, que significa "antera", haciendo referencia a la estructura floral, en la que los estambres con antera alternan con estaminodios sin antera.
corymbiformis: epíteto griego: κορυμβοϛ, corymbus = "corimbo" y formis = "con forma".